# Strongylosoma oenolongum
Strongylosoma oenolongum är en mångfotingart som beskrevs av Filippo Silvestri 1895. Strongylosoma oenolongum ingår i släktet Strongylosoma och familjen orangeridubbelfotingar. Inga underarter finns listade i Catalogue of Life.